# Bromo
Der Bromo (indonesisch Gunung Bromo) ist ein Stratovulkan auf der indonesischen Insel Java. Der 2329 m hohe Vulkan ist der jüngste Krater des Tengger-Vulkan-Massivs und einer der aktivsten Vulkane auf Java. Er liegt im Nationalpark Bromo-Tengger-Semeru und ist ein beliebtes Touristenziel.

## Lage
Das Bromo-Tengger-Massiv ist Teil einer Vulkankette, die sich entlang des Sundabogens erstreckt. Es handelt sich dabei um Vulkane einer Subduktionszone, die durch das Absinken der indo-australischen Platte unter die eurasische Platte entlang des Sundagrabens entstanden sind. Das bei diesem Prozess aufsteigende Magma speist die Vulkane dieser Vulkankette, die sich von den Andamanen über Sumatra und Java bis Osttimor erstreckt.
Ein besonders beliebter Aussichtspunkt auf den Bromo ist der Gunung Penanjakan. Der hinter dem Bromo liegende Semeru entsendet mehrfach innerhalb einer Stunde wiederkehrend kleine und gelegentlich größere Eruptionen.

## Vulkanische Aktivität
Bei einem Ausbruch am 8. Juni 2004 starben zwei Menschen. Am 23. November 2010 begann eine neue Eruptionsphase, ein Umkreis von 2 Kilometern um den Krater wurde zeitweise gesperrt. Der in der Nähe liegende Flughafen Malang wurde zu besonderer Vorsicht aufgerufen, und an die Einwohner der Region wurden Staubmasken verteilt. Vom 12. November 2015 bis 12. November 2016 brach der Vulkan erneut aus. Zweimal musste in dieser Zeit der Flughafen Malang aufgrund der Vulkanasche geschlossen werden.
Eine weitere Ausbruchsphase begann am 10. März 2019.

## Mythologische Bedeutung

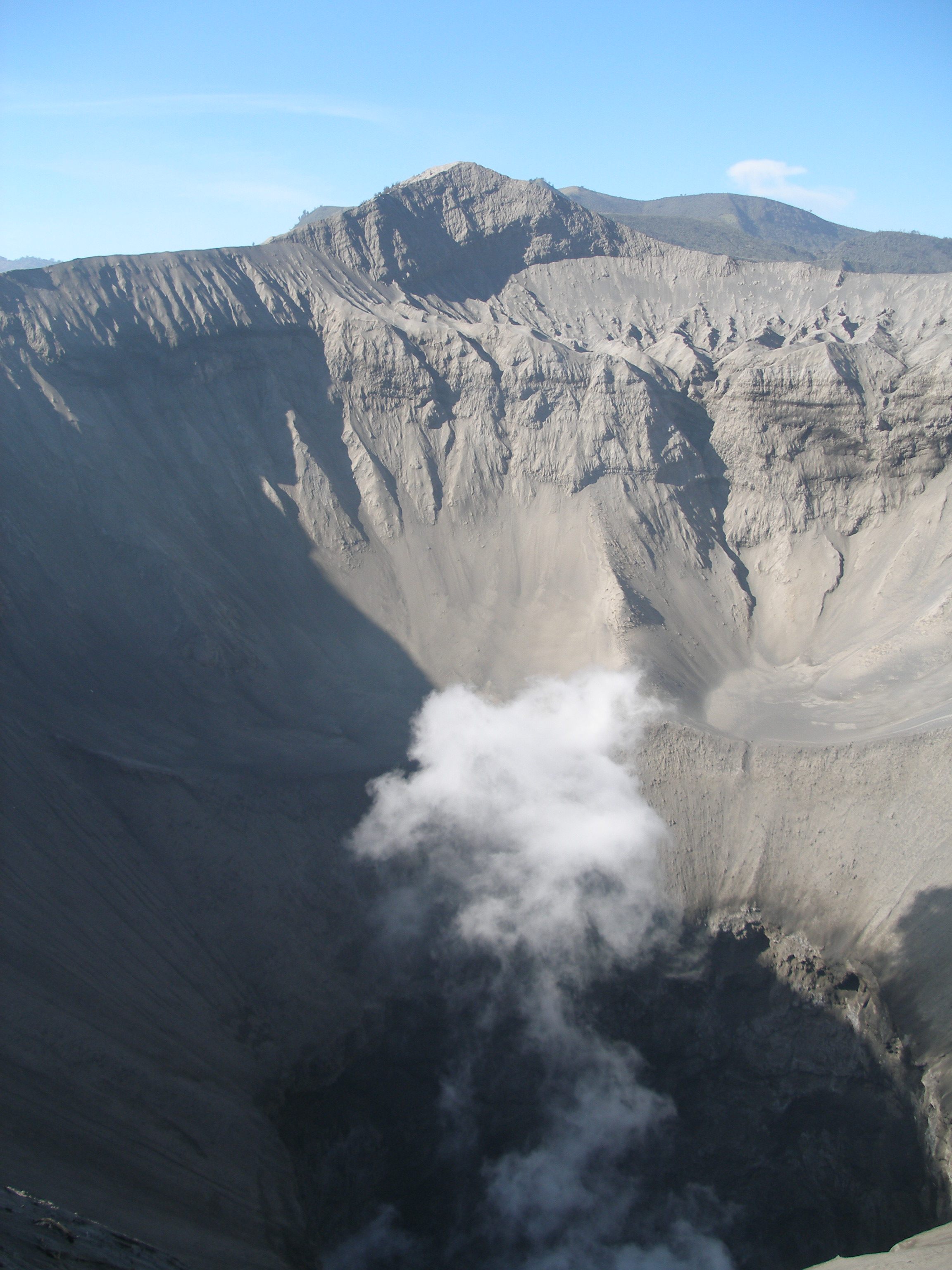
Krater des Mount Bromo

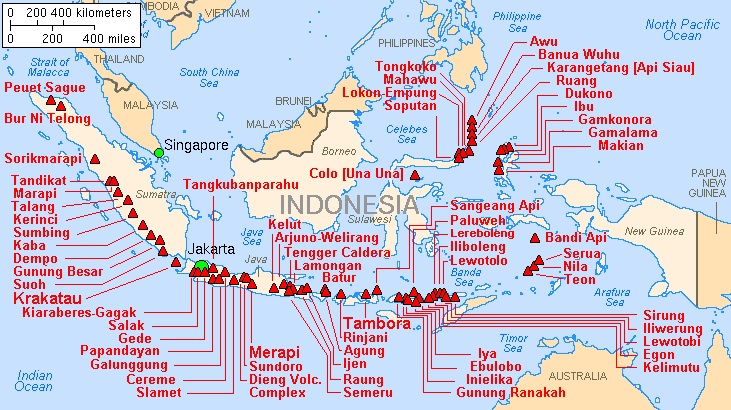
Karte der Vulkane in Indonesien

Der Name „Bromo“ ist vom hinduistischen Schöpfergott Brahma abgeleitet. Für indonesische Hindus, besonders für die Tengger, ist der Berg ein Pilgerziel.
Nach einer Geschichte gründete am Ende des 15. Jahrhunderts die Prinzessin Roro Anteng des Majapahit-Imperiums zusammen mit ihrem Ehemann Joko Seger ein eigenes Fürstentum. Sie nannten es Tengger nach den Endsilben ihrer Namen. Das Fürstentum florierte, aber dem herrschenden Paar war es nicht möglich, Nachkommen zu zeugen. So kletterten sie in ihrer Verzweiflung auf den Bromo und beteten zu den Göttern, sie mögen ihnen beistehen. Diese versprachen ihnen zu helfen unter der Bedingung, ihr letztgeborenes Kind den Göttern zu opfern. Die beiden hatten 24 Kinder und als das 25. und letzte Kind, Kesuma, geboren wurde, weigerte sich Roro Anteng, ihr Kind wie versprochen zu opfern. Die Götter drohten mit Feuer und Schwefel, bis sie schließlich das Kind doch opferte. Nachdem es in den Krater geworfen wurde, befahl die Stimme des Kindes den Einheimischen, jährlich eine Feier am Vulkan abzuhalten. Dieses Kassada genannte Fest wird auch heute noch abgehalten. Es besteht hauptsächlich aus einer nächtlichen Prozession zum Gipfel, wo dann Tiere, Früchte und Reis geopfert werden.